# GW170814
GW170814 là sự kiện sóng hấp dẫn lần thứ tư được xác nhận và công bố bởi LIGO Scientific Collaboration và Virgo Collaboration. Tín hiệu đến từ vụ va chạm của cặp lỗ đen khối lượng sao, và đây là lần đầu tiên đài quan trắc Advanced Virgo đã đo được sóng hấp dẫn. Thành tựu này đã minh chứng khả năng với mạng lưới toàn cầu ba đài quan trắc (bao gồm hai trạm của Advanced LIGO và một trạm của Advanced Virgo) có thể xác định chính xác hơn vị trí của nguồn phát sóng hấp dẫn trên bầu trời và thực hiện thêm các kiểm nghiệm đối với thuyết tương đối rộng. GW170814 đã đánh dấu một đột phát mới của lĩnh vực mới nổi là thiên văn sóng hấp dẫn.

## Giới thiệu
Ngày 1 tháng 8 năm 2017, đài quan trắc Advanced Virgo đã tham gia vào lần quan sát thứ hai của Advanced LIGO (O2), hoạt động từ 30 tháng 11 năm 2016 cho đến 25 tháng 8 năm 2017. Vào ngày 14 tháng 8 năm 2017, lúc 10:30:43 UTC, một tín hiệu sóng hấp dẫn truyền qua trong thời gian ngắn, ký hiệu là GW170814, đã được phát hiện bởi phần mềm tự động phân tích dữ liệu thu được từ hai đài quan sát Advanced LIGO. Tín hiệu được tìm thấy là tương thích với những thời điểm cuối cùng của tiến trình chuyển động xoáy ốc và va chạm vào nhau của cặp lỗ đen khối lượng sao. Những phân tích tiếp theo sử dụng mọi thông tin có được từ ba thiết bị dò chỉ ra chứng cứ rõ ràng tín hiệu cũng đo được bởi đài quan trắc Advanced Virgo. Do vậy GW170814 là tín hiệu sóng hấp dẫn đầu tiên được xác nhận là đo bởi ba đài quan sát.

## Các thiết bị dò và chất lượng dữ liệu
Các thiết bị dò LIGO và Virgo là những giao thoa kế laser Michelson với chiều dài giữa các gương chính lần lượt là 4 km và 3 km. Hai trạm của LIGO đặt ở Hoa Kỳ, một đặt ở Hanford, WA và một đặt ở Livingston, LA, còn giao thoa kế Virgo đặt ở Italia, tại Cascina, gần Pisa. Ba thiết bị thăm dò này đã được nghiên cứu và thiết kế trong thập niên 1990, xây dựng xung quanh năm 2000 và tiến hành hoạt động ở thập kỷ sau đó với cấu hình ban đầu của chúng—cùng với giao thoa kế GEO600 nằm ở Đức. LIGO và Virgo đã trải qua một chương trình nâng cấp quan trọng trong nhiều năm với mục tiêu tăng mức nhạy của các thiết bị dò lên gấp 10 lần so với lần hoạt động ban đầu (do vậy thể tích khám phá Vũ trụ tăng lên gấp 1000).
Chương trình nâng cấp của LIGO bắt đầu từ năm 2010 và hoàn thành vào năm 2015, cho phép LIGO thực hiện quan sát đầu tiên (O1) từ tháng 9 của năm— với sự kiện đo được trực tiếp sóng hấp dẫn lần đầu tiên chỉ sau đó vài ngày. Thêm hai sự kiện được xác nhận nữa vào tháng 12 năm 2015 và tháng 1 năm 2017 (ở lần quan sát thứ hai O2).
Chương trình nâng cấp Virgo bắt đầu muộn hơn 1 năm vào 2011, với toàn bộ thiết bị—từ các gương và hệ thống chân không, cho đến các cảm biến quang nhạy bén với các chùm tia laser được nâng cấp đồng loạt. Mất khoảng 1 năm tiến hành chạy thử, Advanced Virgo chính thức gia nhập lần quan sát O2 cùng LIGO vào ngày 1 tháng 8 năm 2017. Mặc dù các thiết bị LIGO và Virgo sử dụng cùng một phương pháp (giao thoa kế) để phát hiện sóng hấp dẫn, có chung nhiều đặc điểm thiết kế, chúng được xây dựng và vận hành hoàn toàn độc lập với nhau.
Độ nhạy của ba giao thoa kế đã được so sánh với nhau xung quanh khoảng thời gian đo được GW170814. Dữ liệu sau đó được làm sạch bằng kỹ thuật nhận và loại bỏ các nguồn gây nhiễu làm ảnh hưởng đến độ nhạy biến dạng (strain sensitivity). Các kiểm tra kỹ lưỡng về trạng thái môi trường xung quanh cũng như của các thiết bị ở cả ba đài quan trắc cho thấy không có bất kỳ một vấn đề nào xuất hiện.

## Quan sát tín hiệu
Kết quả nhận ra một sự kiện sóng hấp dẫn xảy ra trong thời gian ngắn được thực hiện sau một vài bước. Đối với GW170814, bước đầu tiên thực hiện ngay sau khi dữ liệu thu được và áp dụng phương pháp xử lý dữ liệu nối tiếp độ trễ thấp (low-latency pipelines) sử dụng các kỹ thuật lọc so khớp (matched-filtering techniques) để tìm các tín hiệu tiềm năng trong bộ dò.
GW170814 được quan sát bởi Advanced LIGO ở mức ý nghĩa thống kê cao trong vòng 30 giây khi tín hiệu đến thiết bị; một cảnh báo được phát ra và gửi tới nhiều đài quan sát thiên văn khác là những đối tác của nhóm Hợp tác LIGO-Virgo (LIGO/Virgo Collaboration). Sau đấy, mức ý nghĩa của tín hiệu tiềm năng được tính toán một cách chính xác hơn, sử dụng dữ liệu LIGO thu thập trong vòng 6 ngày trước và sau sự kiện và một thủ tục tương tự đã được sử dụng cho những lần phát hiện trước. Việc phân tích chính xác hơn này cho phép tính toán khả năng thông báo giả (false alarm rate) của sự kiện, ví dụ như xác suất bao nhiêu nếu đây là một thăng giắng nhiễu thuần túy xuất hiện ở cùng hai thiết bị dò mà phần mềm chương trình ghi nhận đây là một tín hiệu biểu kiến có cường độ mạnh tương đương như tín hiệu của sóng hấp dẫn. Với GW170814, tỷ lệ thông báo giả được tìm thấy nhỏ hơn 1 trong 27.000 năm, cho phép kết luận đây thực sự là một tín hiệu có nguồn gốc từ Vũ trụ.
Virgo cũng ghi được sự kiện sóng hấp dẫn này, như được chứng minh bằng hai phân tích độc lập. Phân tích thứ nhất, dựa trên kỹ thuật lọc so khớp, so sánh giữa hai giả thiết: một mô hình giả sử GW170814 là một cặp lỗ đen va chạm sáp nhập được cả ba trạm quan sát (nghĩa là bao gồm cả Virgo) và giả thiết kia giả sử tín hiệu từ cặp lỗ đen sáp nhập ở trong thiết bị dò của hai trạm LIGO và một gây nhiễu thuần túy ở trạm Virgo. Các tính toán của nhóm Hợp tác LIGO-Virgo cho kết quả giả thiết đầu tiên cho nhiều khả năng gấp 1600 lần so với giả thiết thứ hai. Phân tích thứ hai tìm kiếm những sự kiện sóng hấp dẫn ngắn chưa được gắn cho mô hình đã biết với tần số tăng theo thời gian—ví dụ, tín hiệu di tần (chirp signal) phát ra từ vụ sáp nhập của hai thiên thể đặc nhưng không giả sử tuân theo một dạng sóng đặc biệt nào— và kết hợp dữ liệu từ nhiều thiết bị dò để tái dựng lại dạng sóng. Đối với mọi tín hiệu sóng hấp dẫn được xác nhận cho tới nay, các dạng sóng tái dựng lại sử dụng cách tiếp cận không theo mô hình cho trước đều khớp rất tốt với mô hình cặp lỗ đen va chạm sáp nhập.
Hai phân tích không theo mô hình khác nhau đã được so sánh với GW170814—một chỉ sử dụng dữ liệu từ LIGO và một dựa trên dữ liệu của cả ba trạm quan trắc. Một lần nữa, cường độ của tín hiệu tái dựng có thể chuyển đổi thành tỷ lệ thông báo giả, khi trường hợp tần số ở mức thăng giáng nhiễu độc lập được tạo ra ở giá trị cao nhất. Chỉ sử dụng hai trạm, tỷ lệ thông báo giả tính được xấp xỉ 1 trong 300 năm; với mạng lưới đầy đủ, tỷ lệ giảm xuống thấp hơn 1 trong 5.700 năm. Do đó, trường hợp cả ba thiết bị dò đều đo được tín hiệu sóng hấp dẫn có xác suất cao hơn cả so với giả thiết chỉ hai thiết bị LIGO đo được. Hình ở hộp thông tin đưa ra ba cách khác nhau đánh giá dữ liệu thu được bởi ba trạm ở thời điểm đo được GW170814.

## Xác định vị trí nguồn phát

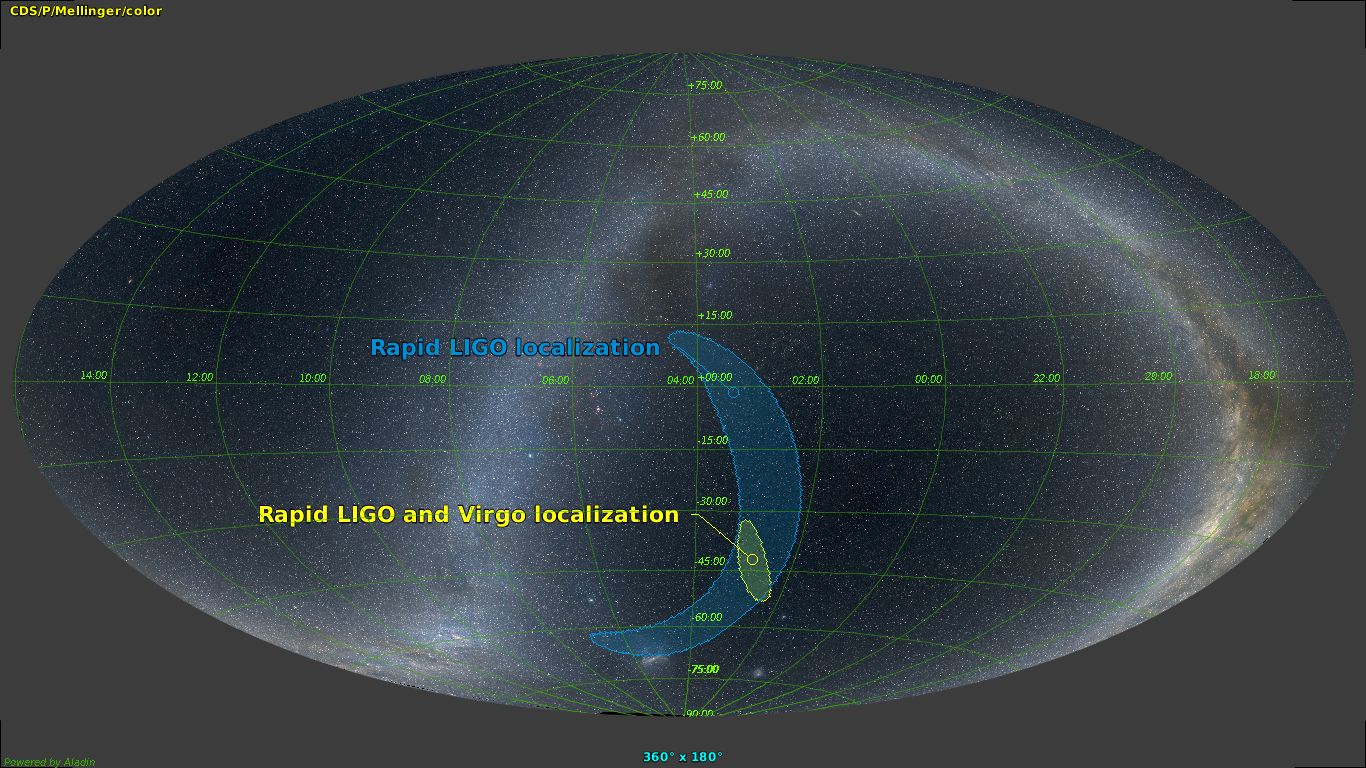
Ước lượng vị trí của GW170814.

Vị trí của nguồn phát trên bầu trời có thể ước lượng bằng cách sử dụng hiệu thời gian đến của tín hiệu sóng hấp dẫn tới các thiết bị dò trong mạng lưới. Có sự chênh lệch này là vì sóng hấp dẫn truyền với tốc độ hữu hạn bằng tốc độ ánh sáng, mà độ trễ lớn nhất lên tới 10 ms cho hai trạm của LIGO cách nhau gần 3.000 km. Giả sử rằng thời gian đến được đo một cách chính xác, mỗi giá trị hiệu chênh lệch thời gian sẽ vẽ ra một đường tròn lớn trên bầu trời, ám chỉ vị trí của nguồn phát sẽ nằm trên đường tròn này. Với mạng lưới ba trạm quan sát, các nhà vật lý vẽ ra được ba đường tròn khác nhau từ hiệu chênh lệch thời gian giữa ba trạm, và ba đường tròn này sẽ cắt nhau ở 2 điểm trên thiên cầu.
Thực tế việc đo thời gian đến có những sai số nhất định, có nghĩa là các đường tròn này sẽ là những dải đới cầu với độ rộng xác định bởi độ bất định trong thời gian đến đo được; giao của những dải đới cầu này sẽ đánh dấu vùng bầu trời mà nguồn phát sóng hấp dẫn sẽ nằm ở trong. Để tăng cao hơn độ chính xác trong việc xác định vị trí nguồn phát, có thể sử dụng sự khác nhau trong biên độ và hình dạng sóng giữa các tín hiệu đo được bởi các trạm trong mạng lưới. Để hiểu điều này, có thể áp dụng sự tương tự khi coi một thiết bị giao thoa kế sóng hấp dẫn hoạt động giống như một micrô âm thanh (microphone) hơn là một kính thiên văn, trong trường hợp này nó nhạy với tín hiệu đến từ những hướng nhất định còn một số hướng khác thì không. Ví dụ, sóng hấp dẫn đến từ hướng vuông góc với mặt phẳng chứa hai nhánh của thiết bị (bên trên hoặc bên dưới) sẽ cho tín hiệu thu được rõ nét nhất, trong khi cùng sóng này nhưng đến từ vị trí nằm trên đường phân giác của góc vuông chứa hai nhánh thì tín hiệu hoàn toàn vô hình đối với thiết bị dò. Nói chung, nguồn phát càng nằm cao hơn so với đường chân trời của thiết bị, thì thiết bị dò càng phát hiện rõ hơn, và mỗi thiết bị đo có bốn điểm mù, tất cả đều nằm trên mặt phẳng chứa các nhánh L. Nếu sóng hấp dẫn không được một thiết bị có đủ độ nhạy phát hiện ra thì nguồn phát của nó sẽ đến từ hướng của một trong những điểm mù này.
Hình bên cạnh thể hiện vị trí của nguồn phát GW170814 trên bầu trời bằng các phương pháp phân tích liên tiếp: vị trí sơ bộ ban đầu được xác định nhanh khi chỉ sử dụng dữ liệu từ hai trạm của LIGO được thể hiện bằng vùng màu xanh lam, khi kết hợp thêm dữ liệu từ Virgo vùng thu nhỏ hơn có màu cam, và kết quả từ ước lượng có đầy đủ tham số được thể hiện ở vùng nhỏ hơn nữa. Mạng lưới cũng giúp thiết lập khoảng cách tới nguồn phát và chỉ ra vị trí nguồn trong không gian ba chiều. Ở những sự kiện thú vị, những miền thể tích không gian vũ trụ này sẽ chỉ chứa một số giới hạn các thiên hà cho phép hướng các kính thiên văn đến chúng và theo dõi các hoạt động sau đó. Các quan sát sau GW170814 đã được 25 đài thiên văn thực hiện, nhưng không có một tín hiệu bổ sung nào được phát hiện. Mặc dù vậy, sự kiện hệ hai lỗ đen va chạm sáp nhập được cho là sẽ không phát ra bất kỳ bức xạ nào khác ngoài sóng hấp dẫn.

## Đo lường các tham số của GW170814
Các tham số của GW170814 được ước lượng bằng sử dụng cùng những kỹ thuật đã áp dụng cho những lần phát hiện tín hiệu trước: tín hiệu đo được so sánh với hai họ mô hình dạng sóng độc lập, có đặc trưng phụ thuộc vào tham số được đo. Mô hình dạng sóng nào được tạo ra từ một tập hợp các tham số cho trước càng khớp với hình dạng của tín hiệu đo được, thì tập hợp các tham số này càng gần với giá trị thực của chúng.
Chi tiết đầy đủ các tham số của nguồn phát GW170814 có thể xem trong bài báo công bố GW170814.

## Kiểm nghiệm thuyết tương đối rộng với GW170814
Các nhà vật lý cũng đã thực hiện kiểm nghiệm thuyết tương đối rộng với dữ liệu từ GW170814; những kiểm nghiệm này cũng tương tự như họ đã thực hiện đối với các lần xác nhận tín hiệu sóng hấp dẫn trước đó— với kết quả tương tự là một lần nữa đều tương hợp với dự đoán của lý thuyết Einstein.
Với dữ liệu có được từ mạng lưới các trạm quan trắc mà có hướng khác nhau (hai trạm của LIGO gần như đồng phẳng, nhưng thêm Virgo nữa thì khác hẳn) cho phép nghiên cứu tính chất phân cực của sóng hấp dẫn, cách mà sóng hấp dẫn làm biến dạng không thời gian khi nó truyền qua.
Thuyết tương đối rộng tiên đoán sóng hấp dẫn là loại sóng ngang. Điều này có nghĩa là nó kéo giãn và nén không thời gian trong mặt phẳng vuông góc với phương truyền sóng. Hệ quả là sự biến dạng của không thời gian chỉ tồn tại dưới dạng hai loại, gọi là phân cực kiểu "+" ("cộng") và "×" ("chéo"). Tác dụng của sóng hấp dẫn truyền qua một vòng tròn các hạt thử được thể hiện ở hình bên cạnh.
Về mặt toán học, một lý thuyết "metric" miêu tả hấp dẫn có thể có tới 6 kiểu phân cực, bao gồm hai kiểu như miêu tả bởi thuyết tương đối rộng. Các trạng thái phân cực khác sẽ làm biến dạng không thời gian theo cách khác, mà làm thay đổi cách một thiết bị dò giao thoa đáp ứng lại tín hiệu sóng hấp dẫn. Trạng thái phân cực của sóng hấp dẫn được phát hiện khi thực hiện so sánh tín hiệu đo được ở hai thiết bị có cánh tay không nằm song song với nhau, và những sự khác biệt (nếu có) sẽ không thể giải thích được bằng thuyết tương đối tổng quát.
Lần đầu tiên các nhà vật lý đã thực hiện kiểm tra trạng thái phân cực của sóng hấp dẫn từ dữ liệu của GW170814. Một lần nữa họ đã thực hiện phân tích ước lượng bao hàm đầy đủ các tham số như ở trên, bằng giả sử có những trạng thái phân cực khác bị cấm bởi thuyết tương đối rộng. Mọi tổ hợp trạng thái phân cực khác đã được kiểm tra theo cách này và các nhà vật lý đã không tìm thấy sự bất tuân theo thuyết tương đối rộng của Einstein.